# Гея (кратер)
Гея (лат. Gaea) — один из крупнейших ударных кратеров Амальтеи, спутника Юпитера. В диаметре составляет порядка 80 км, а его примерная глубина оценивается в 10−20 км. Занимает значительную часть спутника. Примерные координаты центра — 80° ю. ш. 90° з. д. / 80° ю. ш. 90° з. д.. Кратер Гея был обнаружен на снимках космического аппарата «Вояджер-1» в 1979 году, а в дальнейшем его снимал аппарат «Галилео», работавший в системе Юпитера с 1995 по 2003 год. Гея находится недалеко от южного полюса Амальтеи, далеко к югу от двух ярких областей (факул), Факула Ида и Факула Ликт, которые расположены на хребте, простирающийся вдоль меридиана.

## Прилегающаяфакула
Третью часть всей поверхности кратера занимает яркая область — безымянная факула — крупнейшая на Амальтеи (выглядит в виде очень яркой области около данного кратера на снимках справа). Эта факула превышает по яркости окружающую местность в 2,3 раза. Размер данной светлой области составляет примерно 25 км, некоторая её часть находится за пределами этого кратера.

## Эпоним
Кратер назван в честь Геи — богини земли, которая принесла Зевса на остров Крит. Это название было утверждено Международным астрономическим союзом в 1979 году.